# معركة نهر ديالى
وقعت معركة نهر ديالى عام 693 قبل الميلاد بين قوات الإمبراطورية الآشورية الحديثة والعيلاميين في جنوب إيران.

## التوسع الآشوري
كان الآشوريون يوسعون نطاقهم من شمال بلاد ما بين النهرين إلى يهودا وبابل من القرن التاسع قبل الميلاد فصاعدًا. بعد هزيمة البابليين عام 689 قبل الميلاد، سعى الملك سنحاريب إلى معاقبة مملكة عيلام لدعمها لبابل.

## المعركة
قبل المعركة، ضم سنحاريب عددًا من المستوطنات العيلامية في عام 694 قبل الميلاد في محاولة لتأكيد سلطته على المنطقة. مع ذلك، تمكن العيلاميون، مع حلفائهم الكلدانيين البابليين، من تكوين جيش التقى القوات الآشورية سنحاريب في 693 قبل الميلاد على نهر ديالى. وفقًا للرواية الآشورية للمعركة، هُزم العيلاميون بشدة. ومع ذلك، يعتقد العديد من المؤرخين أن الآشوريين تكبدوا خسائر فادحة منذ فشلهم في شن أي غزوات في عام 692 قبل الميلاد. وفي عام 647 قبل الميلاد، عاد الأشوريون ودمروا مملكة عيلام هذه المرة.